# Łazar Kaganowicz
Łazar Moisiejewicz Kaganowicz (ros. Лазарь Моисеевич Каганович, ur. 10 listopada?/22 listopada 1893 w przysiółku Kabany (obecnie: Dibrowa, Ukraina) koło Chabna, zm. 25 lipca 1991 w Moskwie) – rosyjski polityk komunistyczny , członek najwyższych władz państwowych i partyjnych ZSRR, Bohater Pracy Socjalistycznej (1943); zbrodniarz komunistyczny, współodpowiedzialny m.in. za wielki głód na Ukrainie i zbrodnię katyńską.

## Życiorys
Pochodził z rodziny drobnego żydowskiego handlarza bydła, w dzieciństwie pracował w warsztatach szewskich. Od 1911 w partii bolszewickiej (wstąpił do niej pod wpływem starszego brata Michaiła), 1914–1915 członek Kijowskiego Komitetu Partyjnego, 1915 aresztowano go i nakazano powrót do rodziny, jednak szybko wrócił nielegalnie do Kijowa. W 1916 pod fałszywym nazwiskiem Stomachin pracował w fabryce obuwia w Jekaterynosławiu (obecnie Dnipro), gdzie był organizatorem i przewodniczącym nielegalnego Związku Szewców, później pod nazwiskiem Goldenberg w Melitopolu również zorganizował związek szewski i organizację bolszewicką, następnie kierował grupą bolszewicką w Juzowce (obecnie Donieck), gdzie także założył związek szewców. Podczas rewolucji październikowej kierował powstaniem bolszewickim w Homlu. Od 1918 członek WCIK, później CIK Rosji radzieckiej. 
Jeden z najbliższych współpracowników Stalina i członek najwyższych władz partyjnych w Rosji komunistycznej i ZSRR: od 1924 do 1957 członek Komitetu Centralnego Wszechzwiązkowej Komunistycznej Partii (bolszewików), a potem Komunistycznej Partii Związku Radzieckiego, w latach 1930–1952 członek jej Biura Politycznego. W latach 1925–1928 i w 1947 był sekretarzem generalnym partii komunistycznej na Ukrainie. Od 22 kwietnia 1931 do 7 marca 1935 I sekretarz Komitetu Obwodowego WKP(b) w Moskwie, współinicjator i organizator budowy metra moskiewskiego, od grudnia 1932 do 1934 kierownik Wydziału Rolnego KC WKP(b), od 10 marca do 9 lipca 1934 kierownik Wydziału Transportowego KC WKP(b), od lipca 1934 do lutego 1935 przewodniczący Komisji Transportowej KC WKP(b), od 28 lutego 1935 do 22 sierpnia 1937 i ponownie od 5 kwietnia 1938 do 25 marca 1942 oraz od 26 lutego 1943 do 20 grudnia 1944 ludowy komisarz komunikacji ZSRR. Od 10 lutego 1934 do 28 lutego 1935 przewodniczący Komisji Kontroli Partyjnej WKP(b). Od 28 lutego 1935 do 22 sierpnia 1937 i ponownie od 5 kwietnia 1938 do 25 marca 1942 ludowy komisarz transportu, jednocześnie od 22 sierpnia 1937 do 24 lutego 1939 ludowy komisarz przemysłu ciężkiego, od 24 stycznia do 12 października 1939 ludowy komisarz przemysłu naftowego i surowców energetycznych, po 1945 kilkakrotnie minister przemysłu materiałów budowlanych, a w latach 1953–1957 I wicepremier ZSRR. 
Od 17 czerwca 1938 do 15 maja 1944 i ponownie od 20 grudnia 1944 do 6 marca 1947 zastępca przewodniczącego Rady Komisarzy Ludowych/Rady Ministrów ZSRR, od 10 września 1939 do 9 kwietnia 1941 członek Komitetu Obrony przy Radzie Komisarzy Ludowych ZSRR. W 1942 członek Rady Wojskowej Frontu Północno-Kaukaskiego i później Zakaukaskiego, 4 października 1942 dowodził punktem Czarnomorskiej Grupy Wojsk pod Tuapse; podczas bombardowania został ranny w rękę. 1942–1945 członek Państwowego Komitetu Obrony. Deputowany do Rady Najwyższej ZSRR od 2 do 4 kadencji. Od 18 grudnia 1947 do 5 marca 1953 ponownie wicepremier ZSRR.
Współcześnie powszechnie obciążany odpowiedzialnością za kolektywizację i rozkułaczanie (w tym aresztowanie i zesłanie ludności) Ukrainy, północnego Kaukazu, centralnej Rosji i części Syberii. Na tych terenach działał jako specjalny przedstawiciel Stalina ds. rozkułaczania i nadzorował oraz inicjował politykę miejscowych władz. Zaliczany do tzw. architektów wielkiego głodu jako narzędzia represji przeciw chłopom opierającym się kolektywizacji rolnictwa. Jako pierwszy sekretarz Moskwy w latach 1930–1935 był inicjatorem przebudowy stolicy, w tym także zniszczenia szeregu znakomitych zabytków Moskwy, przede wszystkim cerkwi Chrystusa Zbawiciela (ros. Храм Христа Спасителя) i monasteru Ikony Matki Bożej „Cierpiąca” z 1654. Wielokrotnie jeden z głównych realizatorów „czystek stalinowskich” zarówno w partii, jak i poza nią. Stalin nazywał go „Żelaznym Łazarem”. Zapoczątkował zjawisko stalinizmu, jako pierwszy stalinowiec, który powiedział: „wszyscy mówią bez przerwy o Leninie i leninizmie, a przecież Lenin już dawno umarł.... Niech żyje stalinizm”.
Współodpowiedzialny również za zbrodnię katyńską, podpisał decyzję o rozstrzelaniu łącznie 25.700 osób spośród grupy polskich wojskowych i cywilów znajdujących się w obiektach NKWD. Decyzję podjęli członkowie Biura: Beria, Stalin, Woroszyłow, Mołotow, Mikojan, Kalinin, Kaganowicz. Zgodnie z nią wiosną 1940 zamordowano 21.857 osób.
Po śmierci Stalina w 1953, aktywnie współdziałał z Chruszczowem przeciwko Berii, jednakże potem sprzeciwił się potępieniu stalinizmu przez Chruszczowa (później nazwano to działanie grupą antypartyjną). W konsekwencji w 1957 został zwolniony ze wszelkich stanowisk partyjnych i rządowych, formalnie w związku z oskarżeniami o udział w represjach stalinowskich. Po 1957 był dyrektorem fabryki wyrobów azbestowych na Uralu, a w 1959 został odesłany na emeryturę. W grudniu 1961 wykluczony z partii. Pochowany na cmentarzu Nowodziewiczym.
Żonaty z Mariją Markowną Priworotską (1894-1961). Poznali się w czasie wspólnej tajnej akcji, kiedy mieli udawać małżeństwo; ich związek uchodził za szczęśliwy. Ich córka, Maja Łazariewna Kaganowicz (1923-2001), architekt, przygotowała do publikacji wspomnienia o ojcu. Wychowali przybranego syna, Jurija. Brat Michaiła, Julija oraz Rozy. Nie zrobił nic, gdy w 1941 r. oskarżano brata Michaiła, w wyniku czego ten popełnił samobójstwo.

## Śledztwo na Ukrainie w sprawiewielkiego głodui wyrok sądu w sprawie
25 maja 2009 Służba Bezpieczeństwa Ukrainy wszczęła oficjalne śledztwo w sprawie wielkiego głodu 1932–33 jako zbrodni ludobójstwa.
Po zakończeniu śledztwa w listopadzie 2009, w styczniu 2010 Prokuratura Generalna Ukrainy skierowała do sądu akt oskarżenia. 13 stycznia 2010 Sąd Apelacyjny w Kijowie po rozpoznaniu sprawy uznał Józefa Stalina, Wiaczesława Mołotowa, Łazara Kaganowicza, Pawła Postyszewa, Stanisława Kosiora, Własa Czubara i Mendla Chatajewicza za winnych zbrodni ludobójstwa określonych w art. 442 #.1 kodeksu karnego Ukrainy i umorzył jednocześnie postępowanie karne w związku ze śmiercią oskarżonych.

## Odznaczenia
- Medal Sierp i Młot Bohatera Pracy Socjalistycznej (5 listopada 1943)
- Order Lenina (czterokrotnie, m.in. 15 marca 1935, 5 listopada 1943, 21 listopada 1943)
- Order Czerwonego Sztandaru Pracy (17 stycznia 1936)

I medale.